# متهم (فیلم ۱۳۷۵)
متهم فیلمی به کارگردانی  و نویسندگی کریم آتشی ساختهٔ سال ۱۳۷۵ است.

## خلاصه داستان
يك شركت تجاری در ايران اقدام به فعاليت هاي جاسوسی در زمينه خروج اطلاعات سياسي و نظامي كرده است و براي رسيدن به اطلاعات، فردي به نام «اسي» كه از خارج كشور آمده خانم پارسا را كه از كارمندان شركت است و به ديسكت هاي اطلاعاتي دسترسي دارد، تهديد به مرگ مي كند و خانم پارسا از ترس كشته شدن خودش و پسرش قول همكاري مي دهد. نيروهاي اطلاعاتي پليس از موضوع مطلع مي شوند و با تحت نظر گرفتن خانم پارسا موفق مي شوند باندی را كه مشغول فعاليت هاي جاسوسی است شناسایی كنند...

## بازیگران
- مرجانه دلدارگلچین
- جمشید لایق
- حامد خاک ره
- مهری ودادیان
- داریوش رضوانی
- ابوالقاسم محمدطاهر
- داوود قاسمی
- ساناز سماواتی
- میترا توکلی
- تقی زنجانی
- رضا راد
- بهمن دان
- اکبر آبدیده
- اصغر خدایی
- علیرضا فتحی
- شهرام فتحی
- محمدرضا طباطبایی
- امید قاسمی
- محمد حیدری
- محمدرضا نوری
- علی پیرزاده
- علیرضا شفیع زاده
- مهرداد داورپناه
- محمد فرخ فر